# ウナー

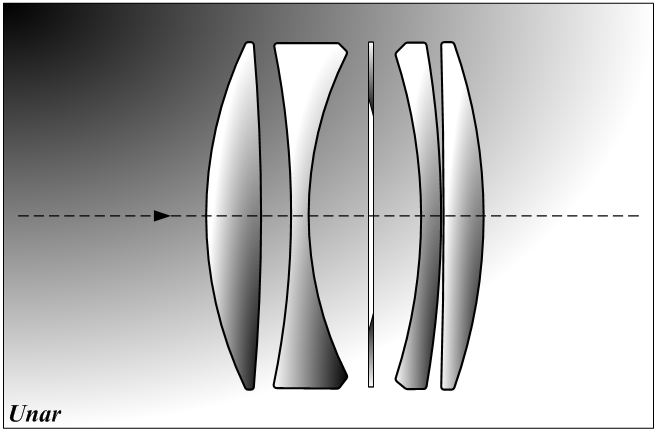

ウナーは（Unar ）カール・ツァイスのレンズ名。

## 解説
パウル・ルドルフによりプロターを改良して発明され、テッサーの原型となった。アメリカのボシュロム・イギリスのロッスでもライセンス生産された。ツァイス・アナスチグマートとしてシリーズIBの扱いであったので初期の製品にはBの文字が残っている。ちなみにツァイス・アナスチグマートはシリーズIIBがF6.3のテッサー、シリーズVIIIが製版用のアポクロマティックテッサー、シリーズICがF4.5やF3.5のテッサー、シリーズIAがプラナー、それ以外がプロターとなっている。

## 製品一覧

### 大判用
- シリーズIB（Series IB ）
  - 3番 - Bウナー11.2cmF4.5
  - 4番 - Bウナー13.6cmF4.5
  - 5番 - Bウナー15.5cmF5
  - 6番 - Bウナー18cmF5
  - 7番 - Bウナー26cmF4.5
  - 8番 - Bウナー36cmF4.5
  - 9番 - Bウナー47cmF5.3
  - 10番 - Bウナー60cmF5.6
- ウナー14.5cmF4.7

### 関わった設計者
- パウル・ルドルフ